# 伊伐於慮鞮單于
伊伐於慮鞮单于（？—59年），挛鞮氏，名汗，南匈奴第三任单于，為匈奴烏珠留若鞮單于之子。东汉建武中元二年（57年），其兄丘浮尤鞮單于死，汗承袭為伊伐於慮鞮單于，永平二年（59年），北匈奴护于丘率千余人归附南匈奴，同年伊伐於慮鞮單于去世。其兄䤈落尸逐鞮單于之子適即位，為䤈僮尸逐侯鞮單于。伊伐於慮鞮单于的儿子有伊屠於閭鞮單于宣、單于安國。